# Hulterstad-Stenåsa församling
Hulterstad-Stenåsa församling är en församling i Södra Ölands pastorat i Kalmar-Ölands kontrakt i Växjö stift i Svenska kyrkan. Församlingen ligger i Mörbylånga kommun i Kalmar län på Öland.

## Administrativ historik
Församlingen bildades 2002 genom sammanslagning av Hulterstads församling och Stenåsa församling och ingick därefter till 2010 i ett pastorat med Mörbylånga-Kastlösa församling som moderförsamling. Församlingen ingår sedan 2010 i Södra Ölands pastorat.

## Kyrkor
- Hulterstads kyrka
- Stenåsa kyrka